# 泉州湾大桥
泉州湾大桥，又称泉州市环城高速公路三期，是位于中国福建省泉州市的一座跨海公路斜拉桥，项目线路起于晋江市新塘街道南塘村，于石狮市蚶江镇跨越泉州湾，经东园镇秀涂村，止于台商投资区张坂镇塔埔村，总长26.699公里，其中跨海大桥全长12.451公里（南岸陆地引桥长2.73公里，海域部分桥长9.72公里），两岸接线长约14.7公里，全线共设蚶江、秀涂、张坂、塔埔四处互通式立交，其中蚶江互通至秀涂互通段（即跨海大桥段）采用双向八车道高速公路标准，路基宽度41米；其余路段采用双向六车道高速公路标准，路基宽度33.5米；设计车速100公里/小时。项目总投资64.36亿元，是泉州市第一座跨海高速公路大桥，于2009年12月31日在惠安秀涂举行了奠基仪式，2015年5月12日正式建成通车。

## 设计
主桥为双塔斜拉桥，长800米，主跨400米，两幅桥净距为6.25米，全桥采用288根斜拉索，索塔采用三柱式门形塔设计，高157米；通航净高44.57米。

## 建设历程
- 2009年12月31日，大桥奠基仪式举行。[1]
- 2010年1月1日，大桥栈桥工程开工。
- 2010年12月31日，大桥南岸（石狮段）栈桥完工。
- 2011年3月18日，大桥主塔方案确定为“三柱式古典门”。[2]
- 2012年1月10日，大桥主体工程正式开工。[3]
- 2013年11月30日，大桥主塔封顶。[5]
- 2015年5月12日，大桥正式建成通车。